# Vanja Bukilić
Vanja Bukilić, cyr. Вања Букилић (ur. 13 czerwca 1999) – serbska siatkarka, reprezentantka kraju, grająca na pozycji atakującej.
Jej ojciec Anton Bukilić był reprezentantem Jugosławii w piłce ręcznej, a obecnie jest trenerem klubu Crvena zvezda Belgrad.
Na Mistrzostwach Świata Juniorek w 2017 roku zajęła 10. miejsce.
W kadrze Serbii zadebiutowała w pierwszym meczu Ligi Narodów 2024 przeciwko reprezentacji Dominikany.

## Sukcesy klubowe
Liga serbska:
- 2018[10]

Międzyuczelniane rozgrywki Big Ten Conference:
- 2022

Liga południowokoreańska:
- 2025[11]

## Sukcesy reprezentacyjne
Mistrzostwa Europy Juniorek:
- 2016[12]